# Бело Поле (Видинська область)
Бе́ло По́ле (болг. Бело поле) — село у Видинській області Болгарії. Входить до складу общини Ружинці.

## Населення
За даними перепису населення 2011 року у селі проживали 744 особи.
Національний склад населення села:
| Національність   | Кількість осіб | Відсоток |
| ---------------- | -------------- | -------- |
| цигани           | 390            | 52,4%    |
| болгари          | 345            | 46,4%    |
| не визначились   | 8              | 1,1%     |
| Всього відповіли | 744            |          |

Розподіл населення за віком у 2011 році:
Динаміка населення: